# 伊萬·普羅韋代爾
伊万·普罗韦代尔（義大利語：Ivan Provedel；1994年3月17日—）是一位意大利足球運動員，在場上的位置是守門員。他現在效力於意甲球隊拉齐奧。他也代表意大利國青隊參賽。

## 职业生涯

### 俱乐部生涯
普罗韦德尔出生于波代诺内，2011 年在乌迪内斯开始了他的青年生涯，然后于 2012 年转会到切沃，并于 2013 年在切沃完成职业首秀。
在 2013-14 赛季，他租借到比萨的 Lega Pro Prima Divisione。接下来的赛季，他被租借到意乙的佩鲁贾。2014 年 8 月 29 日，他在主场 2-1 战胜博洛尼亚的比赛中完成意乙首秀。2017 年夏天，Provedel 以 120 万欧元的价格转会到恩波利。
2020 年 1 月 22 日，普罗韦德尔租借加盟尤韦斯塔比亚体育俱乐部。2020 年 2 月 7 日，他打进了他职业生涯的第一个进球：在 2-2 战平阿斯科利的比赛中最后时刻扳平比分。2020 年 10 月 5 日，Provedel 与斯佩齐亚签署了一份为期两年的合同。
2022 年 8 月 8 日，Provedel 转会到拉齐奥。
2023 年 9 月 19 日，普罗韦德尔在 2023-24 赛季欧洲冠军联赛的第一场小组赛中为拉齐奥头球破门，在 90+5 分钟内扳平比分，在主场 1-1 战平马德里竞技。这是他职业生涯的第二个进球，也是守门员在欧洲冠军联赛中的第二个公开赛进球，此前希南·博拉特在 2009 年对阵 AZ Alkmaar 的比赛中为标准列日打进了一球。

### 国家队生涯
2022年9月17日，普罗韦德尔第一次收到意大利国家队的征召，主教练罗伯托·曼奇尼任命他为欧洲足联国家联赛对阵英格兰和匈牙利的比赛大名单的一员。

## 榮譽
恩波利
- 意大利足球乙級聯賽冠軍 : 2017–18

### 個人
- 意甲年度最佳守門員 : 2022–23[10]